# Sadatomi Nobuhiro
Nobuhiro Sadatomi (sinh ngày 5 tháng 7 năm 1979) là một cầu thủ bóng đá người Nhật Bản.

## Sự nghiệp câu lạc bộ
Nobuhiro Sadatomi đã từng chơi cho Shonan Bellmare, Montedio Yamagata, Okinawa Kariyushi FC, Yokohama FC, Arte Takasaki và AC Nagano Parceiro.